# Bohemen op de Olympische Zomerspelen 1900
Bohemen deed op de Olympische Zomerspelen 1900 in Parijs, Frankrijk voor het eerst mee aan de Spelen. Het won twee medailles. 

## Medailles

### 2Zilver
- František Janda-Suk — atletiek, discuswerpen

### 3Brons
- Hedwiga Rosenbaumová — tennis, vrouwen enkelspel

Hedwiga Rosenbaumová won ook brons in een gemengd team met Archibald Warden uit Groot-Brittannië — tennis, gemengddubbel

## Resultaten per onderdeel

### Atletiek
Bohemen won zilver bij het discuswerpen. Vier atleten deden mee aan vijf onderdelen.
| Onderdeel        | Plaats | Atleet       | Heat                | Halve finale  | Repechage     | Finale        |
| ---------------- | ------ | ------------ | ------------------- | ------------- | ------------- | ------------- |
| 100 meter        | —      | Václav Nový  | Onbekend 3e, heat 1 | Uitgeschakeld | Uitgeschakeld | Uitgeschakeld |
| 800 meter        | —      | Ondřej Pukl  | Onbekend AC, heat 3 | Niet gehouden | Niet gehouden | Uitgeschakeld |
| 1500 meter       | 7e-9e  | Ondřej Pukl  | Niet gehouden       | Niet gehouden | Niet gehouden | Onbekend      |
| 400 meter horden | 5e     | Karel Nedvěd | Onbekend 3e, heat 1 | Niet gehouden | Niet gehouden | Uitgeschakeld |

| Onderdeel    | Plaats | Atleet              | Kwalificatie   | Finale      |
| ------------ | ------ | ------------------- | -------------- | ----------- |
| Discuswerpen | 2e     | František Janda-Suk | 35,04 meter 2e | 35,14 meter |

### Tennis
| Onderdeel         | Plaats | Player                                      | Laatste 16    | Kwartfinale         | Halve finale     | Finale        |
| ----------------- | ------ | ------------------------------------------- | ------------- | ------------------- | ---------------- | ------------- |
| Vrouwen enkelspel | 3e     | Hedwiga Rosenbaumová                        | Niet gehouden | bye                 | Verloor 6-1, 6-1 | Uitgeschakeld |
| Gemengddubbel     | 3e     | Hedwiga Rosenbaumová Archibald Warden (GBR) | Niet gehouden | Winst 6-3, 3-6, 6-2 | Verloor 6-3, 6-0 | Uitgeschakeld |

### Turnen
Bohemen deed met één turner mee aan deze sport. Hij won geen medailles.
| Onderdeel    | Plaats | Turner          | Score |
| ------------ | ------ | --------------- | ----- |
| Gecombineerd | 32     | František Erben | 249   |

### Wielersport
Eén atleet uit Bohemen deed mee aan het wielrennen maar František Hirsch had weinig succes.
| Onderdeel         | Plaats | Wielrenner       | Eerste ronde             | Kwartfinale   | Halve finale  | Finale        |
| ----------------- | ------ | ---------------- | ------------------------ | ------------- | ------------- | ------------- |
| 2000 meter sprint | —      | František Hirsch | 4e-8e kwartfinale heat 1 | Uitgeschakeld | Uitgeschakeld | Uitgeschakeld |

Argentinië · Australië · België · Bohemen · Brits-Indië · Canada · Cuba · Denemarken · Duitsland · Frankrijk · Griekenland · Groot-Brittannië · Haïti · Hongarije · Iran · Italië · Luxemburg · Mexico · Nederland · Noorwegen · Oostenrijk · Peru · Roemenië · Rusland · Spanje · Verenigde Staten · Zweden · Zwitserland · Gemengde teams